# کبودبال خاردرخت
کبودبال خاردرخت (نام علمی: Azanus moriqua) نام یک گونه از سرده کبودبال‌های کرتی است.